# 3年A班－從此刻起，大家都是我的人質－
《《3年A班－從此刻起，大家都是我的人質－》》是校園和懸疑類型的冬季日劇，自2019年1月6日起於日本電視台的週日連續劇時段首播。另有特別篇《3年A班－從此刻起，是只屬於你們的畢業典禮－》「前篇」、「後篇」，在線上影音平台Hulu獨家播出。

## 劇情概要
距離畢業前十天，外表不起眼的美術教師暨3年A班的班導師柊一颯（菅田將暉 飾）為了解開在幾個月前某位高中生自殺的謎團，將班上的29名同學集合起來，要求提出兇手的答案，並宣佈「從現在起，大家都是我的人質」。隨後便引爆炸彈綁架全班，將所有人封鎖在校舍內，藉以強迫學生面對真相，否則誰都不能從學校裡畢業。而突如響起的爆炸聲伴隨著眾人的嘩然聲，非常教師與人質學生的最後一堂授課就此即將展開。

## 角色簡介
- 本列表僅列出重要角色之簡介（排列方式為片尾演員表之順序）

| 座號                             | 演員 （當時年齡） | 角色       | 簡介                                                                                               |
| -------------------------------- | ----------------- | ---------- | -------------------------------------------------------------------------------------------------- |
| 不適用                           | 菅田將暉（26）    | 柊一颯     | 27歲的美術老師、3A班導，於兩年前來到魁皇高中任教，為了替死去的學生找出真相而挾持全班同學作為人質。 |
| 3年A班學生(飾演角色年齡皆為18歲) |                   |            | |
| 10                               | 永野芽郁（19）    | 茅野櫻     | 3A的班長，經常隱藏內心的情感，在小心翼翼地察言觀色後才會行動。                                     |
| 07                               | 片寄涼太（25）    | 甲斐隼人   | 校園裡的惡質老大，討厭被束縛。                                                                     |
| 06                               | 川榮李奈（23）    | 宇佐美香帆 | 舞蹈部成員，個性外向且擅於溝通，是3A的活躍人物。                                                   |
| 08                               | 上白石萌歌（18）  | 景山澪奈   | 已逝的校園明星，懷抱著謎團的孤高少女。                                                             |
| 01                               | 萩原利久（19）    | 逢澤博己   | 美術部與電影欣賞部的二刀流成員，成績優秀且腦袋聰明的沉著男子。                                     |
| 16                               | 今田美櫻（21）    | 諏訪唯月   | 洋溢著青春的超級讀者模特兒，是班上同學的憧憬對象。                                                 |
| 28                               | 福原遙（20）      | 水越涼音   | 戀愛體質系的女子，個性是有話直說，與她為敵是在自找麻煩，曾經是游泳社的社員，男朋友是中尾蓮。       |
| 26                               | 神尾楓珠（19）    | 真壁翔     | 游泳部的帥哥經理，喜歡著景山澪奈而引起大事件。                                                     |
| 14                               | 鈴木仁（19）      | 里見海斗   | 足球部的王牌，受女生歡迎 No.1 的男子，擁有出色的行動力與觀察力。                                   |
| 17                               | 望月步（18）      | 瀬尾雄大   | 田徑部短跑運動員，體能超群的行動派，受武智老師推薦得到進入豪翔大學的機會。                         |
| 12                               | 堀田真由（22）    | 熊澤花戀   | 游泳部的隊長，好勝心極強，喜歡真壁翔。                                                             |
| 05                               | 富田望生（18）    | 魚住華     | 柔道部的新星，喜愛美食又有魅力的怪力女子，受武智老師推薦得到進入豪翔大學的機會，喜歡須永賢。       |
| 04                               | 佐久本宝（20）    | 石倉光多   | 血氣方剛又愛起爭執的問題學生。                                                                     |
| 15                               | 古川毅（18）      | 須永賢     | 反應靈敏的第一問題學生，但擁有眾多女性粉絲。                                                       |
| 23                               | 若林時英（19）    | 兵頭新     | 棒球部成員，個性有趣但沒有自己主見，家裡開壽司店。                                                 |
| 25                               | 森七菜（17）      | 堀部瑠奈   | 電腦部成員，喜歡動畫，似乎藏有某項秘密。                                                           |
| 02                               | 秋田汐梨（16）    | 秋庭凛     | 笑容滿分的天然系女子。                                                                             |
| 21                               | 今井悠貴（20）    | 西崎颯真   | 電腦部的未來之星，經常帶著高深莫測的表情。                                                         |
| 30                               | 箭内夢菜（18）    | 結城美咲   | 迷人的神祕女生，夢想是成為偶像，但個性似乎有點白目。                                               |
| 09                               | 新條由芽（20）    | 金澤玲央   | 生活水準較低的女生，有點自卑但很努力。                                                             |
| 13                               | 日比美思（20）    | 小宮山愛華 | 過著充實生活的快樂系女生，喜歡分享愉快的事物。                                                     |
| 20                               | 三船海斗（20）    | 中尾蓮     | 埋首於摩托車與打工的好人，與水越涼音正在交往。                                                         |
| 22                               | 横田真悠（19）    | 花岡沙良   | 喜歡打扮自己的原宿系女子，未來的夢想是成為人生勝利組。                                             |
| 19                               | 大原優乃（19）    | 辻本佑香   | 希望當個普通的女生，不喜歡受到注目。                                                               |
| 18                               | 森山瑛（16）      | 立野寛人   | 鐵道控，記憶力出眾亦是成績優秀的認真男。                                                           |
| 11                               | 搗宮姫奈（22）    | 河合未來   | 排球部成員，聲音響亮的女生，很會看人臉色。                                                         |
| 27                               | 西本銀二郎（22）  | 光永葵     | 具有超高溝通能力，以巧妙話術將校園變成搭訕生活的花花公子。                                         |
| 24                               | 飛田光里（19）    | 不破航大   | 班上第一的筋肉系男子，似乎有自戀傾向。                                                             |
| 03                               | 若林薫（19）      | 淺見沙也   | 書法部，受過良好教育與喜歡社團活動的女子。                                                         |
| 29                               | 高尾悠希（24）    | 柳本稔     | 可能是班上第一的強者，有什麼食物都來者不拒。                                                       |
| 其他                             |                   |            | |
| 不適用                           | 椎名桔平（54）    | 郡司真人   | 刑警，隸屬瀬山署生活安全課少年組，在本次事件中，負責查緝並與柊老師對峙，年輕時當過老師。           |
| 不適用                           | 田邊誠一（49）    | 武智大和   | 數學老師、3B班導，自稱是平成最後的熱血教師，同時也在電視節目上兼任名嘴的紅人。                     |
| 不適用                           | 大友康平（63）    | 五十嵐徹   | 刑警，隸屬捜査一課的理事官，相樂文香的生父，是位個性冷靜沉著的老鳥，柊在警察裡的內應。             |
| 不適用                           | 矢島健一（62）    | 相樂孝彥   | 相樂文香之養父，突然現身在學校現場附近。                                                           |
| 不適用                           | 土村芳（28）      | 相樂文香   | 柊一颯前女友，封閉內心的神祕女性。                                                                 |

## 登場人物
柊一颯（飾：菅田將暉）
本作的主角。27歲。
兩年前來到魁皇高中任教的美術老師，半年前於景山澪奈自殺後，從前任小久保老師那邊接手3年A班的班導師。3A的同學會直接叫他「阿颯（ブッキー）」，其實平常都把他當雜魚般的存在。
認為過去的自己會成就現在的自我，希望學生們可以改過向善。患有胰臟癌。
在畢業的前十天，3月1日週五早上9點鐘，突然引爆炸彈把全班關押在校舍內，強迫他們解出「為什麼景山澪奈會死亡」的答案，否則晚上8點就要開始殺人，並指名由班長茅野櫻回答；另外透露出自己活著這半年就只為了這次計畫。
似乎是擅長操作機械的人，在全校埋藏了各種可以遠距離操作的炸彈與紅外線偵測裝置，用以威嚇不聽話的人，教室的窗戶與校內的監視器、廣播設備亦被柊老師改造過。體能相當不錯，在剛開始壓制想反抗的學生時，冷笑地表示自己以前的志向是當動作演員。
命令社群網站上面的全部網友每人必須提供贊助一百日圓，當作此次犯案的觀賞費用，目的是為了讓社會大眾關注此事件。最後因胰臟癌病發逝世。

### 三年A班學生
茅野櫻（飾：永野芽郁）
本作最主要的學生角色。18歲。3A的班長，在班上並不是特別突出的人。
習慣隱藏想法迎合他人，但這種牆頭草般的行為，反倒被同學在私底下嘲笑她是「奴隸」。喜歡摔角，但常常沉浸在自己的世界裡講個不停。
非常憧憬景山澪奈，在某次澪奈與她搭話後，倆人變成好朋友，但在澪奈捲入禁藥疑雲時，為了怕自己被班上排擠，因而疏遠澪奈。
第一天白天有回答出老師詢問綁架大家的理由－「澪奈的死亡」。後也被柊一颯指定作為第一天晚上解答「澪奈死因」的對象，但卻被老師認為講錯了答案，因此班上有人必須犧牲。最後反省了自己過去沒有拯救到澪奈時，把口出惡言的甲斐隼人踹飛。
甲斐隼人（飾：片寄涼太（GENERATIONS from EXILE TRIBE））
脾氣暴躁的校園惡霸。會把摺疊刀放在制服外套裡面帶去學校。
晚進教室又想先走，第一個跑去揍柊一颯，但卻被壓制。在老師詢問大家為何自己要挾持他們的理由時，被諏訪唯月講出過去曾因為傷案事件而鬧上警局。
其實是有著跳舞的夢想，但奈何要照顧受傷的母親和弟妹被迫放棄理想。
宇佐美香帆（飾：川榮李奈）
舞蹈部成員。常帶給班上活力的人物。
會跟魚住華聯手欺負柊一颯，例如偷偷從後面推人。以前常常跟景山澪奈一起回家，但某次在被拒絕後似乎心有不甘。後來也在澪奈捲入禁藥疑雲後，成為欺負澪奈的族群。在第一天裡強硬讓班長茅野櫻同意自己才是澪奈的好朋友。
景山澪奈（飾：上白石萌歌）
本作的關鍵人物。
校園明星，游泳部的王牌，曾獲得「全國青少年杯游泳競技大賽」冠軍。
半年前突然選擇自殺離開人世，是老師綁架全班的主要原因。被人在網路上詆毀比賽優勝的成果是靠使用禁藥得來的，景山禁藥的關鍵字也登上網站的排行榜，而景山雖然已經在班上否認過此事，但大家卻寧可聽信謠言繼續霸凌她。
最後將一封信件放在班長茅野櫻的鞋櫃裡，上面寫明沒辦法再跟茅野當朋友了，不過警方的消息表示景山沒有留下遺書。
逢澤博己（飾：萩原利久）
經常拿著攝影機到處拍，被石倉光多嫌過這樣很噁。
曾看到柊一颯以景山為模特兒繪製肖像畫。正在製作景山澪奈的紀錄片電影，柊老師也向逢澤索取了一份拷貝版。第一天討論時表示大家應該要好好配合老師的指示。
諏訪唯月（飾：今田美櫻）
讀者模特兒。個性強勢，是班上的帶頭人物。
曾下令要全班無視景山澪奈，在私底下諷刺茅野櫻是別人說什麼就做什麼的「奴隸」。在第一天講出甲斐隼人過去曾因為傷案事件而鬧上警局。
水越涼音（飾：福原遥）
中尾蓮的戀人，在中尾被刺殺後非常難過。
真壁翔（飾：神尾楓珠）
喜歡景山澪奈，是景山澪奈的游泳社經理人。本身是游泳好手，但因被打傷而放棄運動員生涯。
里見海斗（飾：鈴木仁）
足球社的王牌。班上最受歡迎的帥哥，有一群像親衛隊的女生追隨者。
曾因為喜歡上景山澪奈而與仍在交往的花岡沙良分手。但在告白被拒絕後，受到遭隱藏犯人威脅的甲斐偷拍【在更衣室吃禁藥】作為報復用。
在三月三日，因為內疚覺得要負起責任，站出來自願做柊老師選的五個人的其中之一人來「犧牲」，之後也成為率先力挺柊老師計畫的其中一人。
分別花岡沙良、秋庭凜交往後，覺得和金澤玲央更合的來，於是最終選擇和玲央結婚，且孩子也即將誕生。
瀬尾雄大（飾：望月歩）
在被老師威脅的狀況下，第一個乖乖站起來起立敬禮的人。在三月三日五人其中一人「犧牲」了。
熊澤花戀（飾：堀田真由）
在第一天討論時，眼看責任快被推到游泳部，於是嗆了班長茅野櫻並叫她閉嘴，後被真壁翔安撫。喜歡真壁翔。
魚住華（飾：富田望生）
會跟宇佐美香帆聯手欺負柊一颯，像是偷偷從後面推人。
在第一天被挾持的緊急狀態中，還能自在地吃午餐。沒有危機意識地擔心晚餐的著落。覺得景山澪奈的朋友應該是班長茅野櫻。
石倉光多（飾：佐久本宝）
甲斐隼人的夥伴之一。班上最早跟著甲斐想反抗柊一颯，但卻被壓制。在第一天裡認為是班長茅野櫻講錯答案，殘忍地提議要柊老師殺掉茅野就好。
須永賢（飾：古川毅（SUPER★DRAGON））
甲斐的夥伴之一。會欺負柊一颯，比如從後面故意踢人。班上最早跟著甲斐想反抗柊老師，但卻被壓制。
兵頭新（飾：若林時英）
與立野寛人一起想跟偷藏平板的西崎颯真在廁所對外求救，但被柊一颯抓包而被懲罰陪老師一起用鐵板把廁所的對外窗釘死。
堀部瑠奈（飾：森七菜）
沒有危機意識地期待能在深夜動畫播出以前回家。在三月三日五人其中一人「犧牲」了。
秋庭凛（飾：秋田汐梨）
里見親衛隊的一員。笑容滿分的天然系女子。
西崎颯真（飾：今井悠貴）
在第一天偷藏了平板電腦想跟立野寛人、兵頭新躲在廁所裡討論求救方法，但很快就被柊一颯發現而被沒收，後被懲罰陪老師一起用鐵板把廁所的對外窗釘死。在三月三日五人其中一人「犧牲」了。
結城美咲（飾：箭內夢菜）
無視花岡沙良建議大家要有危機意識的發言，煩惱自己放學趕不上試鏡。在三月三日五人其中一人「犧牲」了。
金澤玲央（飾：新條由芽）
里見親衛隊的一員。生活水準較低的女孩，身為親衛隊的一員，但自稱「只是在遠處看著就很滿足了」且認為交往很花錢。
最終和里見結婚，且由於家裡有許多小孩，故希望自己也能生下許多孩子。
小宮山愛華（飾：日比美思）

中尾蓮（飾：三船海斗）
甲斐隼人的夥伴之一。是水越涼音的戀人。班上最早跟著甲斐想反抗柊一颯，但被壓制。在第一天裡被柊老師當做首位犧牲者而刺殺。
花岡沙良（飾：横田真悠）
里見親衛隊的一員、里見的前女友兼前足球隊經理。喜歡打扮自己的原宿系女子，未來的夢想是成為人生勝利組
在三月三日，和凜、玲央等人站出來，拿出足球隊日程表替里見辯護，但馬上被石倉以和里見分手後就辭去經理來諷刺而作罷。
辻本佑香（飾：大原優乃）

立野寛人（飾：森山瑛）
與兵頭新一起想跟偷藏平板的西崎颯真在廁所對外求救，但被柊一颯抓包而被懲罰陪老師一起用鐵板把廁所的對外窗釘死。
河合未來（飾：搗宮姫奈）

光永葵（飾：西本銀二郎）
擁有兩台手機，但在第一天裡就被柊一颯看穿而沒收。
不破航大（飾：飛田光里）

淺見沙也（飾：若林薫）

柳本稔（飾：高尾悠希）
跟魚住華同樣是個在緊急狀態中，還能自在地吃午餐的大胃王。

### 私立魁皇高中老師
武智大和（飾：田邊誠一）
數學老師，3年B班的班導。自稱「平成最後的熱血教師」，體能極為優秀，是日本綜藝節目的「伏地挺身王」。會強制推銷別人自己寫的新書《下一個就是你》，甚至還在上面簽好名字塞過去。
在爆炸發生後倉皇失措地摔下樓梯，還需要森崎老師安撫情緒，到了晚上卻通知記者來學校拍攝並故作鎮定的發表加油添醋的評論。
森崎瑞希（飾：堀田茜）
地理老師，3年C班的班導。
不管在學生還是老師之間都是像偶像般的受歡迎，好像很想約柊一颯吃飯，但卻一直被打槍。在收到武智老師的簽名新書時，吐槽「誰要這種東西啊」。
市村浩一（飾：柳原晴郎）
魁皇高中校長。口頭禪是「平安、平和、平穩」。比起把事情解決更在意表面的和諧，事件發生後還在猶豫不想報案。
坪井勝（飾：神尾佑）
體育老師，游泳部的熱血顧問。似乎常被家長投訴管教過當，但不認為自己有錯，覺得要讓學生變強就需要強硬的管教。
佐久間現（飾：水牛吾郎Ａ）
學年主任。

### 警察人員
郡司真人（飾：椎名桔平）
隸屬於瀬山署生活安全課少年組的刑警，個性粗暴又喜歡無視組織，經常執法過當，與部下兩人互為搭檔。
过去曾是热情高涨的教师，但因在其他学校发生的暴力事件而使一位学生失去生命，后来因此转行当刑警。認為柊一颯是棘手的敵人，在攻堅隊伍被柊一颯發現時，建議理事官應該先撤退。
宮城遼一（飾：細田善彦）
與郡司一起行動的部下，同為少年組的刑警。
五十嵐徹（飾：大友康平）
捜査一課的理事官，從以前就認識郡司。原欲速戰速決直接攻堅，即便被柊一颯發現也只想暫緩而已，直到聽見老師殺人後才決定撤退。

### 其他
相樂文香（飾：土村芳）
原咲宮高中的教師。柊的前女友。
相樂孝彦（飾：矢島健一）
文香之父。非常感謝柊對文香的體貼。
喜志正臣（飾：榮信）
黑道集團貝爾姆玆的首領，唯月的男友。

## 製作情報
本片由菅田將暉領銜主演，此部作品即為菅田第一次單獨主演民放電視台的黃金檔連續劇，亦是其首次挑戰出演教師的角色，而與之共演的是永野芽郁，以及其他演出的有片寄涼太、川榮李奈、上白石萌歌、椎名桔平。編劇為武藤將吾，此部作品為他原創的電視劇腳本；導演為小室直子。

### 主要演員
劇組於2018年11月13日宣佈，1月份的日曜電視劇將由現年25歲的菅田將暉擔綱主演，菅田曾入選為女性雜誌《ViVi》認定的「殿堂級帥哥」，此外也在同年以《啊，荒野（電影版）》奪下「日本奧斯卡－最佳男主角獎」，並創下史上第二年輕影帝的紀錄。
這部戲為菅田將暉首度挑戰詮釋教師的角色，他透露過去在高中期間的目標就是想當老師，即便現在身為演員，也還是第一希望能扮演這個職業，如今開心地圓夢了之後也感到非常光榮，並且期待著能以身為教師的視野去看待學校裡的事物。
菅田亦表示由於現在已經脫離學生時代，為了拿捏老師和學生之間的距離感，另外在開拍前特地去走訪高中，同時也與現役的老師交流，藉此來感受實際的現場氣氛。
參演共演的是目前19歲的永野芽郁，她今次也為戲剪掉了約15公分的頭髮，而她上一齣亮相的影集為NHK的『晨間劇』《半邊藍天》，並以該劇獲得了「夏季日劇學院賞－最佳女主角」。
永野也說明這次扮演的是相對內向的角色，跟自己真正的個性不太相像，另外她談到了自己截至2018年3月以前都還是個高中生，因此不會擔心飾演學生的問題，但是在畢業的前十天曾為了工作請假，若有機會可以重來一次，她希望能跟同學渡過最後一起上學聊天的校園時光。
菅田與永野倆人亦是自2017年《帝一之國（真人電影版）》後的再次合作演出，當時各自都是扮演高中生的角色，永野坦言不曉得菅田老師會呈現出什麼樣的風格，因此她也同樣非常期待本作的拍攝到來。
而本劇是製作團隊在聽聞菅田將暉想要扮演老師的願望後，專程為他量身打造的作品。製作人福井雄太則說明6年前有跟菅田約定好要一起共事，現在也算是雙雙實現了目標，福井認為本戲是平成年代最後最具衝擊性的作品，希望觀眾們可以好好期待。

### 編劇
編劇是由武藤將吾負責，他最早是從「富士電視台年輕人劇本大獎」出身，曾以《野球狂親父》獲得佳作賞，出道作品為《電車男 （真人電視版）》，之後亦編過《花樣少年少女（2007年版）》、《漂丿男子漢（真人電影版）》、《家族遊戲（2013年版）》，近期的代表作為《怪盜山貓 （真人電視版）》與《假面騎士Build》，而本片則是武藤原創的電視劇腳本。

### 音樂
配樂由曾兩次獲得「日本電影學院獎音楽部門優秀賞」的松本晃彦負責。
主題曲選定為「THE CRO-MAGNONS」樂團的，這首歌亦收錄在他們的最新專輯裡，也是該團自 2015 年《根性青蛙（電視真人版）》的片尾曲以來，相隔三年的電視劇歌曲，而他們目前則正在進行巡迴演唱會「　2018-2019」，準備將搖滾樂帶給全國歌迷。

福井表示，以前自己在學生時代一拿到「The Blue Hearts（ 前身樂團）」的唱片CD，每天都會忍不住一聽再聽，從來沒有想過可以請到「THE CRO-MAGNONS」來擔任作品的主題曲，打從心底覺得非常感動。
而本片描述的是在時日無多的十天裡面，人們努力生存下去的故事；福井認為所演奏出的能量與此相當搭配，好的作品需要好的歌曲相輔相成，相信對雙方來講會是很好的合作。

### 其他演員
製作單位在試鏡了300人以上，最終選出了剩餘的29名學生，包含有曾演出《被哥哥溺愛得好困擾（真人版）》的「GENERATIONS from EXILE TRIBE」主唱片寄涼太，片寄覺得自己能名列這項作品感到非常榮幸，但比起雀躍而言又有點不安；以及《亞人（真人電影版）》的「AKB48」前成員川榮李奈，川榮講說自己會在故事裡面帶給各位很多印象，希望大家能跟著看到最後；還有『2018夏季日劇』收視冠軍《繼母與女兒的藍調》的上白石萌歌，她以該劇入圍了當季「夏季日劇學院賞－女配角獎」，雖未得獎但獲得了「記者票選第一名」，上白石也表示非常期待能跟同年齡層的演員們一起合作。

其他年輕演員則有前童星的萩原利久，他現在是菅田同事務所的學弟；以及兩次參與演出過「富士電視月9」的「福岡第一美少女」今田美櫻，今田在2018年靠著《流星花園～Next Season～》一口氣晉升為擁有百萬粉絲的 ，她也在1月13日幫在《3年A班》戲中的角色「諏訪唯月」開了新的  分享校園的生活；還有曾演出「Netflix 原創影集」《Good Morning Call愛情起床號（真人版）》且過去是童星出身的福原遙、《法醫女王》第７話的神尾楓珠、《所羅門的偽證（電影版）》的望月歩、「Netflix」影集《翱翔於天際的夜鷹（真人電視版）》的富田望生、《白夜行（2011 電影版）》亦是由童星出身的今井悠貴、模特兒甄選會冠軍箭內夢菜、前童星團體「Dream5」成員但已轉往寫真偶像的日比美思與大原優乃；此外，福原遙跟富田望生也曾在《青春後空翻》裡共演過，而箭內夢菜與堀田真由則是演出同系列的電視影集版《熱舞☆啦啦隊》…等等，學生裡有不少位都是近年來的新生代藝人。

### 公布歷史
- 2018年11月13日，發表由菅田將暉主演，永野芽郁為共演[35]。
- 12月1日，公開首播日期定於1月6日[36]，並開始連續五日以座號為順序宣佈剩餘的29名學生演員。
  - 第1彈－萩原利久、秋田汐梨、若林薫、佐久本宝、富田望生、片寄涼太（GENERATIONS from EXILE TRIBE）[37]。
  - 第2彈－川榮李奈、上白石萌歌、新條由芽、鈴木仁、古川毅（日语：古川毅_(俳優)）（SUPER★DRAGON）、望月步[38]。
  - 第3彈－搗宮姫奈、堀田真由、日比美思、森山瑛、三船海斗、今井悠貴[39]。
  - 第4彈－今田美櫻、大原優乃、横田真悠、若林時英、飛田光里、神尾楓珠[40]。
  - 第5彈－森七菜、西本銀二郎、福原遙、高尾悠希、箭内夢菜。本次另外揭示了劇情中將有一人提前死亡[41]。
- 12月12日起，連兩日公開飾演大人的演員。
  - 第1彈－堀田茜、水牛吾郎A、神尾佑、田邊誠一、柳原晴郎（日语：ベンガル_(俳優)）[15]。
  - 第2彈－土村芳、矢島健一、細田善彦、 大友康平、椎名桔平[17]。
- 12月20日，發表正式預告[34]，而主題歌定為「THE CRO-MAGNONS（日语：ザ・クロマニヨンズ）」樂團的[29]。
- 12月27日，台灣〈KKTV〉宣佈將與日本同期首播[42]；28日發表官方預告[43]。

### 工作人員
| - 腳 本：武藤將吾 - 音 樂：松本晃彦 - 主題曲：「THE CRO-MAGNONS」《生きる》 （HAPPYSONG RECORDS / Ariola Japan） - 總製作人：西憲彦 - 製作人 ：福井雄太、松本明子（AXON） - 協力製作人：難波利昭（AXON） - 導演：小室直子、鈴木勇馬、水野格 - 作協力：AX-ON - 製作著作：日本電視台 |  | - 劇中料理：赤堀料理学園 - 動作統籌：柴原孝典 - 警察監修：石坂隆昌 - 醫療監修：中澤曉雄 - 舞蹈教練（EXPG STUDIO BY LDH）： - 萩原榮介（第1話、第2話）、 - ＫＥＩ（第2話） - 水泳指導： - SIT監修：住本祐壽 - SIT監修協力：NSI株式會社 |

| - ：東田博史、遠藤洋祐 - 照明：砂押啓司 - ：安居雄一 - 編集：山中貴夫 - 技術統括：木村博靖 - 美術指導：辻本智大 - 衣裳：川本誠子 - 髮型梳化：荒井智美 - 持道具：柿沼郁美 - 編 成：岩崎広樹 - 演出補：西岡健太郎、山下司 - 作管理： - 協力：NiTRo、日本電視美術公司、日本電視音樂公司、SPOT |  | - Opening 特攝 Scene Credits： - 助監督：東山清和、秋原洋輔 - 撮影助手：五木淳、沢瀬李奈 - 臨時演員： - 結婚式場【】、 - 動作導演： - 替身演員：、IVKI |

## 周邊商品
- 劇中「魁皇高校」毛衣[46]
- 劇中校徽胸章[47]
- 海報資料夾[48]
- 原聲帶[27]

## 改編
這部戲已被土耳其改編成電視劇，名為 "生命教師"（土耳其語：Öğretmen）。由科萊·克里莫格魯（Koray Kerimoğlu）執導，主演包括 İlker Kaleli、Ceren Moray、Afra Saraçoğlu 等。

## 播出日程
| 集數 | 日期    | 標題                                    | 副標題                                                                        | 導演     | 收視率 | 註解   |
| --- | ------- | --------------------------------------- | ----------------------------------------------------------------------------- | -------- | ------ | ------ |
| Day1 | 1月6日  | 衝擊性的懸疑校園就此開幕！ （衝撃的学園ミステリー開幕！）         | 衝擊性的謎團！教師綁架29名學生！某位學生死亡的真相！？最後的授課即將展開 （衝撃的ミステリー！教師が生徒29人を人質に!ある生徒の死の真相！？最後の授業開幕） | 小室直子 | 10.2%  | [ 19 ] |
| Day2 | 1月13日 | 發現真相！？震撼心靈的魂之授課 （真相発覚！？心震わす魂の授業）     | 發現新的事實！逼死同班同學的罪 （新事実発覚！死に追い込んだ同級生の罪）                                           | 小室直子 | 10.6%  | [ 50 ] |
| Day3 | 1月20日 | 急轉直下！發覺衝擊性的現實！ （急展開!衝撃の真実発覚！）       | 震撼的急展開！確認共犯者！戰慄的教室 （衝撃の急展開！共犯者判明！戦慄の教室）                                     | 鈴木勇馬 | 11.0%  | [ 52 ] |
| Day4 | 1月27日 | 逐步逼近事件的核心 （事件は核心へー）                 | 幕後黑手就是那傢伙！擴散中的烏暗。漸入故事的核心 （黒幕はアイツ！広がる闇。物語は核心へ）                         | 鈴木勇馬 | 9.3%   | 不適用 |
| Day5 | 2月3日  | 學生逃走！？警察突襲！運命的１小時 （生徒逃走！？警察突入！運命の１時間） | 第1部完結！全部學生逃走！？決斷的1小時 （第1部完結！全生徒逃走！？決断の1時間）                                   | 小室直子 | 10.4%  | 不適用 |
| Day6 | 2月10日 | 犯人是教師！？怒濤的第2部開幕 （容疑者は教師！？怒濤の第2部開幕）      | 英雄編！開幕！幕後教師是誰 （怒涛のヒーロー編！開幕！黒幕教師は誰）                                               | 鈴木勇馬 | 11.7%  | 不適用 |
| Day7 | 2月17日 | 對決！犯人教師！？真相、連接－ （対決！犯人教師！？真相、繋がる－）     | 糾結的時間！犯人教師的對決！真相連接 （糾弾の時！犯人教師と対決！真相繋がる）                                     | 水野格   | 11.9%  | 不適用 |
| Day8 | 2月24日 | 最大的衝擊！真相今天、顛覆－ （最大の衝撃！真相は今日、覆る－－）       | 怒濤的第2部急展開衝撃！真相、顛覆！！ （怒涛の第2部急展開衝撃！真相、覆る！！）                                    | 小室直子 | 12.0%  | [ 55 ] |
| Day9 | 3月3日  | 最終章！ （最終章！）                           | 最後一堂課，所有謎團連接的那一天 （最後の授業、全ての謎が繋がる日）                                         | 鈴木勇馬 | 12.9%  | 不適用 |
| Day10 | 3月10日 | 閉幕來了 （終幕来たる）                           | 事情的發生就是為了這一天 （この日の為に事件は起きた）                                                 | 小室直子 | 15.4%  | 不適用 |
| Info註解： - 平均收視率：11.5%（由Video Research於日本關東地區統計） - 碰到以最快速度介紹偶像團體「嵐」活動休止消息的節目《Mr.Sunday》，該檔也創下自身今年度平均收視最高 13.6% 、瞬間最高 16.2% 的記錄。 |         |                                         |                                                                               |          |        |        |

## 播放電視台
| 電視台            | 日期                     | 時間                                 | 聯播網            | 備註 |
| 日本國內（UTC+9） | 日本國內（UTC+9）        | 日本國內（UTC+9）                    | 日本國內（UTC+9） | 日本國內（UTC+9） |
| ----------------- | ------------------------ | ------------------------------------ | ----------------- | --- |
| 日本電視台        | 2019年1月6日－           | 星期日 22時30分                      | 日本電視網        | 日文字幕、口述影像、電視資訊、1080i。自第二話起調回22時30分。                                                                                    |
| 日本電視台免費!   | 2019年1月6日－           | 星期日 23時25分                      | 線上影音          | 無字幕、僅限定七天內免費觀看最新集數、540p。 |
| TVer              | 2019年1月6日－           | 星期日 23時25分                      | 線上影音          | 無字幕、僅限定七天內免費觀看最新集數。 |
| 喬!               | 2019年1月6日－           | 星期日 23時25分                      | 線上影音          | 無字幕、僅限定七天內免費觀看最新集數、720p。 |
| hulu              | 2019年1月6日－           | 星期日 23時25分                      | 線上影音          | 付費月租，新會員贈送兩週免費。 |
| 日本海外          |                          |                                      |                   | |
| KKTV              | 2019年1月7日－           | 星期一 12時00分 更新 （台灣，UTC+8） | 線上影音          | 日本播放後的24小時內，於1月7日起的每週一正午12時，獨家進行當季同步放送的免費服務。 雙語字幕、獨家網路同步、免費收看（480p）和付費收看（1080p）。 |
| W頻道             | 2019年1月15日－          | 星期二 23時00分 更新 （韓國，UTC+9） | IPTV、線上影音    | IPTV各頻道。線上付費收看（720p、480p）。 |
| YouTube           | 不適用                   | 不適用                               | 線上影音          | 官方公開的花絮影片。 |
| Netflix           | （香港）2021年12月25日－ | 不適用                               | 線上影音          | 全部集數。 |

## 註解
1. 1 2  初回延長30分鐘，提前至10時播放。
2. 1 2 3  劇中虛構。
3. 1 2  KKTV翻譯。

## 外部連結
- 日本官方
  - 3年A班的官方網站 （日語）
  - 3年A班－從此刻起，大家都是我的人質－的X（前Twitter） （日語）
  - 3年A班－從此刻起，大家都是我的人質－的Instagram帳戶 （日語）
    - 諏訪唯月的Instagram帳戶 （日語）
- 線上收看
  - 《3年A班－從此刻起，大家都是我的人質－》 Archive.today的存檔，存档日期2019-01-08－KKTV（台灣，授權已到期） （繁體中文）
  - 《3年A班－從此刻起，大家都是我的人質－》 （页面存档备份，存于）－hulu（日本） （日語）
- 正式預告片
  - YouTube上的《3年A班－從此刻起，大家都是我的人質－》日本電視台版（日語）
  - 《3年A班－從此刻起，大家都是我的人質－》 Archive.today的存檔，存档日期2019-01-08－KKTV版 （繁體中文）

| 日本電視台 週日連續劇                     | 日本電視台 週日連續劇                                          | 日本電視台 週日連續劇 |
| ----------------------------------------- | -------------------------------------------------------------- | --------------------- |
|                                           | 3年A班－從此刻起，大家都是我的人質－ （2019年1月6日－3月10日） |                       |
| 我是大哥大!! （2018年10月14日－12月16日） | 輪到你了 （2019年4月－9月18日）                                |                       |

| 緯來日本台 周一至周五22:00-00:00      | 緯來日本台 周一至周五22:00-00:00        | 緯來日本台 周一至周五22:00-00:00 |
| ------------------------------------- | --------------------------------------- | -------------------------------- |
|                                       | 3年A班當人質 （2019年8月14日－8月27日） |                                  |
| 中學聖日記 （2019年7月30日－8月13日） | 跟蹤到我家 （2019年8月28日－9月9日）    |                                  |